# Раухенварт
Раухенварт (нем. Rauchenwarth) — коммуна (нем. Gemeinde) в Австрии, в федеральной земле Нижняя Австрия.
Входит в состав округа Вена. Население составляет 638 человек (на 31 декабря 2005 года). Занимает площадь 13,4 км². Официальный код — 3 24 17.

## Политическая ситуация
Бургомистр коммуны — Йозеф Пфлуг (АНП) по результатам выборов 2005 года.

## Туризм
Через Раухенварт проходит Тропа Султана — туристический пешеходный маршрут, начинающийся в Вене и заканчивающийся в Стамбуле. Проходит через территории Австрии, Словакии, Венгрии, Хорватии, Сербии, Румынии, Болгарии, Греции (Восточная Македония и Фракия) и Турции.
Совет представителей коммуны (нем. Gemeinderat) состоит из 15 мест.
- АНП занимает 12 мест.
- СДПА занимает 3 места.